# МРТ Сат
МРТ Сат е сателитен телевизионен канал в Северна Македония, собственост на държавната Македонска радио-телевизия. Стартира като на 30 април 2000 г. (по повод Великден) като МКТВ Сат. Телевизията излъчва 24 часа в денонощието, с програма насочена към македонците по света. Разпространява се е в Европа, Северна Африка, Близкия изток, Северна Америка и Австралия.